# 멍청한 네가 좋아
〈멍청한 네가 좋아〉(ポンコツな君が好きだ 폰코츠나기미가스키다[*])는 일본의 걸그룹 NGT48의 일곱 번째 싱글이다. 2021년 12월 22일에 유니버설 뮤직 재팬(EMI Records)에서 발매되었다. 센터 포지션은 오고에 하루카가 맡았다.

## 발매 배경
전작 〈Awesome〉로부터 6개월 만의 싱글이다. Type-A, Type-B, 니가타판(이상, CD+DVD), 극장판(CD뿐)으로 총 네 가지의 형태로 발매됐다.